# Huishoudelijke dagelijkse levensverrichtingen
Huishoudelijke dagelijkse levensverrichtingen of HDL zijn de handelingen noodzakelijk voor het voeren van het huishouden. Het begrip wordt vooral in de zorg gebruikt om aan te geven in hoeverre iemand zelfstandig het huishouden kan voeren. Mensen die niet HDL zelfstandig zijn hebben huishoudelijke hulp nodig voor zaken als koken, kleren wassen en schoonmaken van het huis. Een hogere graad van hulpbehoevendheid betreft mensen die ook hulp bij algemene dagelijkse levensverrichtingen (ADL) nodig hebben.